# Lauterborniella varipennis
Lauterborniella varipennis är en tvåvingeart som först beskrevs av Daniel William Coquillett 1902.  Lauterborniella varipennis ingår i släktet Lauterborniella och familjen fjädermyggor. Inga underarter finns listade i Catalogue of Life.